# Грб Горње Аустрије
Грб Горње Аустрије потиче из 13. века, а постао је званични грб Горња Аустрије 1918. године, када је овај територија постала посебна покрајина у оквиру нове аустријске државе. 
Најстарије познато коришћење грба датира још из 1390. године. Површина грба је подељена на два дела, где се у левој половини налази златни орао на црном пољу, док је десна половина подељена на четири вертикалне траке, наизменично црвене и сребрене. Грб вероватно потиче од породичног грба владарске породице Мачланд, који су били веома моћни у овој области током 13. и 14. века. Грб је званично одобрен 1930. године. 